# Mangasamudram
Mangasamudram es una ciudad censal situada en el distrito de Chittoor en el estado de Andhra Pradesh (India). Su población es de 8113 habitantes (2011). Se encuentra a 3 km de Chittoor y a 135 km de Chennai. 

## Demografía
Según el censo de 2011 la población de Mangasamudram era de 8113 habitantes, de los cuales 4060 eran hombres y 4053 eran mujeres. Mangasamudram tiene una tasa media de alfabetización del 78,07%, superior a la media estatal del 67,02%: la alfabetización masculina es del 84,08%, y la alfabetización femenina del 71,31%.